# Harley (Shropshire)
Harley è un villaggio e parrocchia civile dell'Inghilterra, appartenente alla contea dello Shropshire.